# 粟津温泉駅
粟津温泉駅（あわづおんせんえき）は、石川県小松市粟津町に存在した北陸鉄道連絡線・粟津線（加南線）の駅である。1962年（昭和37年）に廃駅となった。

## 概要
粟津温泉の最寄駅で、宇和野駅から当駅までが連絡線、当駅から新粟津駅までが粟津線とされていたが、列車は直通で運転されていた。

## 歴史
- 1911年（明治44年）3月5日：馬車鉄道の粟津軌道が開業。
- 1914年（大正3年）11月1日：温泉電軌の連絡線が全線開業。
- 1916年（大正5年）2月16日：旧粟津軌道の区間が電車に転換される。
- 1943年（昭和18年）10月13日：合併により北陸鉄道の駅となる。
- 1950年（昭和25年）8月27日：新駅舎完成。
- 1957年（昭和32年）7月7日：駅窓口で国鉄急行券の販売を開始。
- 1960年（昭和35年）2月1日：貨物営業廃止。
- 1962年（昭和37年）11月23日：宇和野駅 - 新粟津駅間廃止により廃駅。

## 駅構造
島式ホーム1面2線と木造駅舎があった。

## 廃止後
駅の跡地は舗装道路となっている。

## 隣の駅
北陸鉄道
連絡線
馬場駅 - 粟津温泉駅
粟津線
粟津温泉駅 - 林駅